# たけしの健康エンターテインメント!みんなの家庭の医学
『たけしの健康エンターテインメント!みんなの家庭の医学』（たけしのけんこうエンターテインメント みんなのかていのいがく）は、朝日放送（ABC）とユーコムの共同制作により、テレビ朝日系列で2010年1月12日から2017年6月6日まで毎週火曜日 20:00 - 20:54（JST）に放送されていた健康に関する教養バラエティ番組。全181回。司会を務めたビートたけしの冠番組。ステレオ放送、文字多重放送、ハイビジョン制作が実施されていた。番組名が長いため、単に「みんなの家庭の医学」と呼ぶことも多い。

## 概要
「たけしの家庭の医学」シリーズの第2作。
2009年12月15日までは前番組の教養バラエティ番組『最終警告!たけしの本当は怖い家庭の医学』として、病気を見つけることをコンセプトに放送されていた。改題後の当番組では、「「見る」というか、「やる」テレビ。」をキャッチフレーズに、「健康づくり」を中心とする、「病の警告から元気な身体作りへ」を視聴者へコンセプトにした内容にリニューアルして放送されることになった。前番組のような恐怖感を持たせる演出を廃し、「病気になった原因」を検証していく事例VTR中心ではなく、健康法を積極的に取り上げていた。ゲスト患者の生活習慣から病気になりやすい人を指名する「レッドゾーン」もなくした。しかし、視聴率は芳しくなく、改題後数回で事例VTRを復活。「レッドゾーン」も「レッドカルテ」と名を改めて復活した。視聴率は1桁が中心であったが、スペシャルでは高視聴率を獲得することもあった。
『最終警告!-』でたけしと共に司会・進行役を務めていた渡辺真理は、前番組終了を以って番組を降板。これによりアシスタントがいなくなったため、司会・進行は2011年9月までたけしが1人で行っていたが、同年10月25日放送分からは「名医のセカンドオピニオンスペシャル」などの拡大放送時に出演していた朝日放送アナウンサーの喜多ゆかりが「先生アシスタント」としてレギュラー出演することになった。なお喜多の登場により、ナレーターを務めていた真中了は降板。真中が担当していたパートは来宮良子と喜多で対応することになった。また、ガダルカナル・タカや浅草キッドは前番組から引き続いて準レギュラーで出演していた（その後、浅草キッドは榊原郁恵へ実質的に交代）。
2013年以降は19時の『トリハダ（秘）スクープ映像100科ジテン』→『林修の今でしょ!講座』と21時の『ロンドンハーツ』→『世界の村で発見!こんなところに日本人』と週替わりでスペシャル版を放送することが多くなっていた。それに伴い、本来は原則毎週火曜20時からの放送にもかかわらず月0 - 2回程度しか放送されていない。2014年5月20日に2013年7月30日以来のレギュラー放送回として放送、同年6月10日もレギュラー回として放送された。2015年は、7月14日のレギュラー回を最後に1時間体制は途絶え、2016年2月2日に7ヶ月強振りのレギュラー、同年2月9日・2月16日もレギュラーで、3週レギュラーが続いたのは、2014年8月19日・8月26日・9月2日の約7年5ヶ月ぶり。またこの後2月23日も放送され、2016年2月は1回も休まなかったが、「1回も休まなかった」月は2010年7月・同年8月・2011年6月に続いて4回目。
2016年4月より火曜21時枠の『ロンドンハーツ』と金曜21時枠の『世界の村で発見!こんなところに日本人』が枠交換により火曜21時枠が『世界の村で発見!こんなところに日本人』、金曜21時枠が『金曜★ロンドンハーツ』になるため、火曜21時枠が『人気者でいこう!』以来14年半ぶりに朝日放送制作になると同時に、2時間連続で朝日放送制作の番組が放送されることになった。それ以降不定期に『こんなところに日本人』と豪華2本立て3時間スペシャルを放送していた。また、同年5月10日放送分は2月16日以来のレギュラーで、火曜21時枠が『こんなところに日本人』になってからは初となった。
2017年6月6日の3時間スペシャルをもって、事実上、当番組を（番組表等に最終回マークなしで）終了し、同年7月11日からは『名医とつながる!たけしの家庭の医学』として、再度リニューアルされることとなった（同番組初回は3時間スペシャル）。なお放送は7年5ヶ月間であるのに対し、放送回数は「181回」で、3年半に相当し、4年分以上も放送されなかった事になる。

## 出演者
司会
- ビートたけし -「たけし院長」

準レギュラー
- ガダルカナル・タカ
- 榊原郁恵
- 中山秀征

料理研究家
- 奥薗壽子

アシスタント
- 斎藤真美（朝日放送アナウンサー）-「先生アシスタント」 2015年4月21日 - 2017年6月6日

後継番組『名医とつながる!たけしの家庭の医学』も継続してアシスタントを務めた。
- 喜多ゆかり（朝日放送アナウンサー）

準レギュラー
- 浅草キッド（水道橋博士、玉ちゃん）

ナレーション
- 来宮良子

『最終警告!―』に引き続き、ナレーションを担当。80歳を過ぎてもナレーターを務めていた矍鑠ぶりから2011年11月29日放送の番組内で密着取材を受けたことがあった（密着取材のVTRのみ大平透がナレーションを務めた）。2013年6月頃からナレーターを杉本が務める事が多くなり、同年11月25日死去。死去後初の放送となった12月17日放送分にて、エンドロールと提供の間に追悼コメントが表示された。
- 真中了

喜多ゆかりのレギュラー化により、2011年9月限りで降板。
- 杉本るみ

2013年8月頃から担当。

## エンディングテーマ
1. kumi「誰よりも君が、君が好き」（2010年1月 - 3月）
2. Sindy「ひとつ」（2010年4月 - 6月）
3. 徳山秀典「プロポーズ」（2011年7月 - 9月）
4. 中田裕二「シルエット・ロマンス」（2014年7月 - 9月）
5. 飯田里穂「HEARTACHE=恋の予感」（2016年7月 -）
6. Bigfumi「And go!」(2019年-)

## 備考
- 初回は19:04 - 21:48（JST）[注 4]までの3時間スペシャルとして放送された。
- 2010年11月16日放送分で取り上げた症例写真が、著作権者の許可を得ずに放送し無断使用との指摘を受けた為、同年11月30日の放送と番組公式サイトでお詫びを発表した[2]。

## 放送時間・ネット局
| 放送地域       | 放送局                           | 系列           | 放送日時           | 備考                          |
| -------------- | -------------------------------- | -------------- | ------------------ | ----------------------------- |
| 近畿広域圏     | 朝日放送（ABC）                  | テレビ朝日系列 | 火曜 20:00 - 20:54 | 【制作局】 現：朝日放送テレビ |
| 北海道         | 北海道テレビ（HTB）              | テレビ朝日系列 | 火曜 20:00 - 20:54 | 同時ネット                    |
| 青森県         | 青森朝日放送（ABA）              | テレビ朝日系列 | 火曜 20:00 - 20:54 | 同時ネット                    |
| 岩手県         | 岩手朝日テレビ（IAT）            | テレビ朝日系列 | 火曜 20:00 - 20:54 | 同時ネット                    |
| 宮城県         | 東日本放送（KHB）                | テレビ朝日系列 | 火曜 20:00 - 20:54 | 同時ネット                    |
| 秋田県         | 秋田朝日放送（AAB）              | テレビ朝日系列 | 火曜 20:00 - 20:54 | 同時ネット                    |
| 山形県         | 山形テレビ（YTS）                | テレビ朝日系列 | 火曜 20:00 - 20:54 | 同時ネット                    |
| 福島県         | 福島放送（KFB）                  | テレビ朝日系列 | 火曜 20:00 - 20:54 | 同時ネット                    |
| 関東広域圏     | テレビ朝日（EX）                 | テレビ朝日系列 | 火曜 20:00 - 20:54 | 同時ネット                    |
| 長野県         | 長野朝日放送（abn）              | テレビ朝日系列 | 火曜 20:00 - 20:54 | 同時ネット                    |
| 新潟県         | 新潟テレビ21（UX）               | テレビ朝日系列 | 火曜 20:00 - 20:54 | 同時ネット                    |
| 静岡県         | 静岡朝日テレビ（SATV）           | テレビ朝日系列 | 火曜 20:00 - 20:54 | 同時ネット                    |
| 石川県         | 北陸朝日放送（HAB）              | テレビ朝日系列 | 火曜 20:00 - 20:54 | 同時ネット                    |
| 中京広域圏     | 名古屋テレビ放送（メ〜テレ/NBN） | テレビ朝日系列 | 火曜 20:00 - 20:54 | 同時ネット                    |
| 広島県         | 広島ホームテレビ（HOME）         | テレビ朝日系列 | 火曜 20:00 - 20:54 | 同時ネット                    |
| 山口県         | 山口朝日放送（yab）              | テレビ朝日系列 | 火曜 20:00 - 20:54 | 同時ネット                    |
| 香川県・岡山県 | 瀬戸内海放送（KSB）              | テレビ朝日系列 | 火曜 20:00 - 20:54 | 同時ネット                    |
| 愛媛県         | 愛媛朝日テレビ（eat）            | テレビ朝日系列 | 火曜 20:00 - 20:54 | 同時ネット                    |
| 福岡県         | 九州朝日放送（KBC）              | テレビ朝日系列 | 火曜 20:00 - 20:54 | 同時ネット                    |
| 長崎県         | 長崎文化放送（NCC）              | テレビ朝日系列 | 火曜 20:00 - 20:54 | 同時ネット                    |
| 熊本県         | 熊本朝日放送（KAB）              | テレビ朝日系列 | 火曜 20:00 - 20:54 | 同時ネット                    |
| 大分県         | 大分朝日放送（OAB）              | テレビ朝日系列 | 火曜 20:00 - 20:54 | 同時ネット                    |
| 鹿児島県       | 鹿児島放送（KKB）                | テレビ朝日系列 | 火曜 20:00 - 20:54 | 同時ネット                    |
| 沖縄県         | 琉球朝日放送（QAB）              | テレビ朝日系列 | 火曜 20:00 - 20:54 | 同時ネット                    |
| 富山県         | チューリップテレビ（TUT）        | TBS系列        | 水曜 9:55 - 10:50  | 遅れネット                    |
| 全国           | BS朝日                           | BSデジタル放送 | 日曜 17:00 - 18:00 | 遅れネット                    |

### 過去のネット局
- 北日本放送（KNB、日本テレビ系列） - 2012年3月で打ち切り。2014年9月末にチューリップテレビへ放映権移行。
- 日本海テレビ（NKT、日本テレビ系列） - 2013年1月で打ち切り。

### 備考
- 字幕放送に関しては、原則として系列外局も（レギュラー放送・単発放送とも）含めて全局で実施していた。
- 前番組と同じく、制作局をはじめとする同時ネット局の一部で枠拡大のスペシャル放送時の『このあと』枠を非ネットとすることがあった。例として初回の3時間スペシャルは制作局の朝日放送では大阪ガス一社提供のローカル番組『ココイロ』、琉球朝日放送（QAB）も沖縄県国民健康保険団体連合会の広報番組『がんじゅうタイム』を放送したため、この2局では『このあと』枠を非ネットとし、残り22の系列局に『このあと』枠を裏送りしていた。
- 制作局の朝日放送は毎週水曜日と日曜日に『スーパーベースボール「虎バン主義。」』としてプロ野球阪神タイガースのホームゲームを地上波独占中継できる権利を持っているが、この例外として火曜日に関西ローカルで放送する場合は、制作局では当週土曜午後に臨時枠移動の扱いとし、系列局では本来の放送時間帯に裏送り送出による先行ネットを実施していた（野球中継が中止の場合には、制作局でも系列局と同時刻に繰り上げ放送とし、裏送りは行われなかった）。実例として、改編期の編成、及び雨天中止になった試合の予備日程開催の都合上、2010年（平成22年）10月2日（土曜日）13:55 - 16:45の3時間スペシャルを系列局では同年9月28日19:00 - 21:48に先行ネットとした（制作局では当該時間帯に自社制作で関西ローカルとなる、阪神×巨人戦を放送した）[注 6]。
- その他プロ野球球団所在地の地元局（北海道テレビ・東日本放送・広島ホームテレビ・九州朝日放送）では、2時間または3時間スペシャル時を中心に、地元球団が関与するプロ野球中継を放送して、本番組を土曜午後などに遅れネットで放送することがある。
- 宮崎放送（MRT、TBS系列）では2012年9月17日（敬老の日）に単発番組として16:00 - 16:52に放送された（朝日放送で同年5月29日放送分を約4か月遅れで放送。字幕放送も実施。当時通常同時ネット放送していたテレビ東京の『レディス4』が競輪中継で番組自体が休止となったため、穴埋め・単発番組として放送）。